# Biserica de lemn din Dănila
Biserica de lemn „Sfinții Cosma și Damian” din Dănila este un lăcaș de cult ortodox construit în anul 1786 de către boierul Ioan de Cârste în satul Costâna din comuna Todirești și strămutat în anul 1812 în satul Dănila din comuna Dărmănești aflată în județul Suceava. Edificiul religios se află localizat în cimitirul satului și are hramul Sfinții Cosma și Damian, sărbătorit la data de 1 noiembrie.
Biserica de lemn din Dănila nu a fost inclusă pe Lista monumentelor istorice din județul Suceava, în ciuda vechimii sale.

## Istoricul localității
În anul 1774, când nordul Moldovei (Bucovina) a fost anexat de Imperiul Habsburgic, teritoriul actualului sat Dănila de pe pârâul cu același nume era o seliște pustie. Acea seliște era cunoscută sub numele de Dănilești, cut al satului Măriței. După unele surse, denumirea satului Dănila ar proveni de la numele crâșmarului Dănilă Julei, care avea o crâșmă pe moșia Mănăstirii Ilișești, de care ținea și teritoriul actualului sat Dănila.
În anul 1783 au fost colonizate aici câteva familii de ruteni originare din Galiția, care se ocupau inițial cu agricultura și cu creșterea vitelor. Rutenii colonizați aici au fost scutiți de obligativitatea serviciului militar, care nu s-a făcut aici până în anul 1830.

## Istoricul bisericii
În secolele al XVIII-lea și al XIX-lea, moșia satului Costâna era stăpânită de boierii Cârstea (Cristea). În anul 1786, boierul Ioan de Cârste a construit pe cheltuiala sa o biserică din lemn de brad cioplit pe ambele părți, cu hramul „Sfinții Cosma și Damian”. Ea a fost amplasată pe moșia boierului Cârste, fiind folosită de credincioșii ortodocși din acest sat. Biserica a avut la început o catapeteasmă din pânză.
În anul 1811, baronii Ion (Ianoș) și Gheorghe Cârstea din Costâna au construit o biserică mai mare, de zid, dăruind biserica de lemn satului Dănila. Credincioșii din Dănila au transportat-o în anul 1812 și au reclădit-o în satul lor. Satul era la acea vreme slab populat, existând doar câteva case în apropiere de un pârâiaș ce face hotar între Dănila și Mărițeia Mică. În prezent, biserica se află în marginea de sud-est a satului, la sud de lăcașul de cult fiind captat în uluci un izvor curat și rece, de unde aproape tot satul se folosește de apă. În jurul lăcașului de cult se află cimitirul localității. Biserica a fost sfințită în anul 1820.
După cum atestă cronica bisericii, Parohia Dănila avea în 1843 un număr de 398 enoriași, care erau îngrijiți spiritual de preotul administrator George Palievici. Populația satului a crescut în timp, parohia având în 1876 un număr de 672 enoriași, iar ca paroh slujea preotul Dimitrie Brăilean.
În anul 1887, biserica a fost restaurată. Cu acest prilej s-au efectuat următoarele lucrări:
- acoperișul a fost reconstruit în întregime;
- pereții bisericii au fost placați (blăniți) cu scânduri, atât în interior, cât și pe exterior;
- s-a făcut o nouă catapeteasmă, pictată în ulei pe lemn, pe cheltuiala gospodarului Ioan Marmuleac și a soției sale, Palaghia, din Slobozia Sucevei.

Lângă intrarea de pe latura sudică a fost amplasată o cruce de piatră cu postament pe care se află următoarea inscripție cu caractere chirilice: „Această cruce au făcut Ion Marmurac din Sloboziea 1888”.
Preotul satului avea un rol important în comunitate, el impulsionând dezvoltarea localității. Astfel, preotul Vasile de Volcinschi și cantorul bisericesc Meftodie Ionașcu au înființat în anul 1902 Banca poporală din Dănila. Parohia Dănila avea în 1907 un număr de 946 enoriași, paroh fiind același preot Vasile de Volcinschi, născut în 1861 și hirotonit în 1891, iar cantor fiind, din 1900, Meftodie Ionașcu (născut în 1871).
Lucrări de reparație a bisericii s-au efectuat și în prima jumătate a secolului al XX-lea. În anul 1912 s-a acoperit biserica cu tablă. În anul 1934, s-a întărit cu beton temelia bisericii și au fost mărite cele cinci ferestre (două din altar, două din naos și una din pronaos), făcând biserica mai luminoasă în interior. În 1950 s-a renovat iconostasul, iar în 1952 s-a demolat peretele despărțitor de lemn care separa pronaosul de naos și s-a făcut în tavan o deschizătură la turlă.
Biserica de lemn din Dănila nu posedă obiecte cu valoare istorică sau artistică. În curtea bisericii, lângă poarta de intrare, se află un turn clopotniță din lemn, de formă pătrată și cu un etaj.

## Arhitectura bisericii
Biserica de lemn din Dănila este construită în totalitate din bârne de brad cioplit pe ambele părți. Ea se sprijină pe un soclu din piatră de râu. Pentru a proteja edificiul de intemperii, pereții din bârne au fost placați cu scânduri vopsite în culoarea galbenă. Edificiul are un acoperiș înalt, în patru ape, din tablă zincată, cu o turlă octogonală în stil neo-bizantin deasupra naosului.
Monumentul are formă de navă, cu absida altarului poligonală decroșată față de corpul naosului. Pronaosul aflat în partea de vest are formă pătrată și este și el decroșat față de corpul naosului. Intrarea în lăcașul de cult se face pe o ușă amplasată în peretele sudic al pronaosului. Edificiul este prevăzut cu ferestre amplasate astfel: una în peretele nordic al pronaosului, două în pereții naosului (una în cel nordic și alta în cel sudic) și două în pereții altarului (una în cel sudic și alta în axa absidei).
În interior, biserica este împărțită în trei încăperi: pronaos, naos și altar. Pereții interiori au fost placați cu scânduri. Altarul are o absidă decroșată de formă poligonală, iar în decroșurile de nord și de sud se află proscomidiarul și diaconiconul.

## Imagini

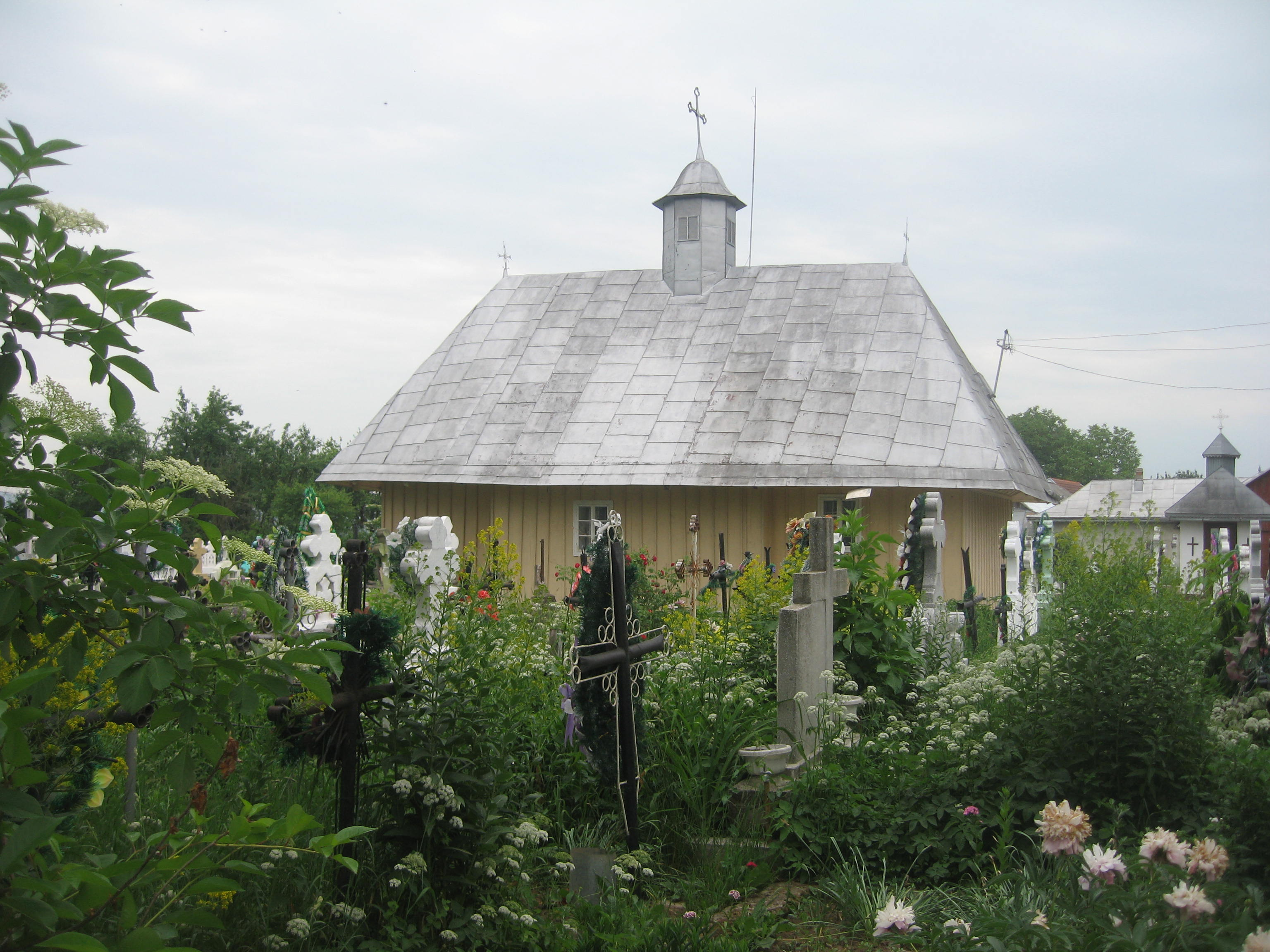
Biserica pe latura nordică
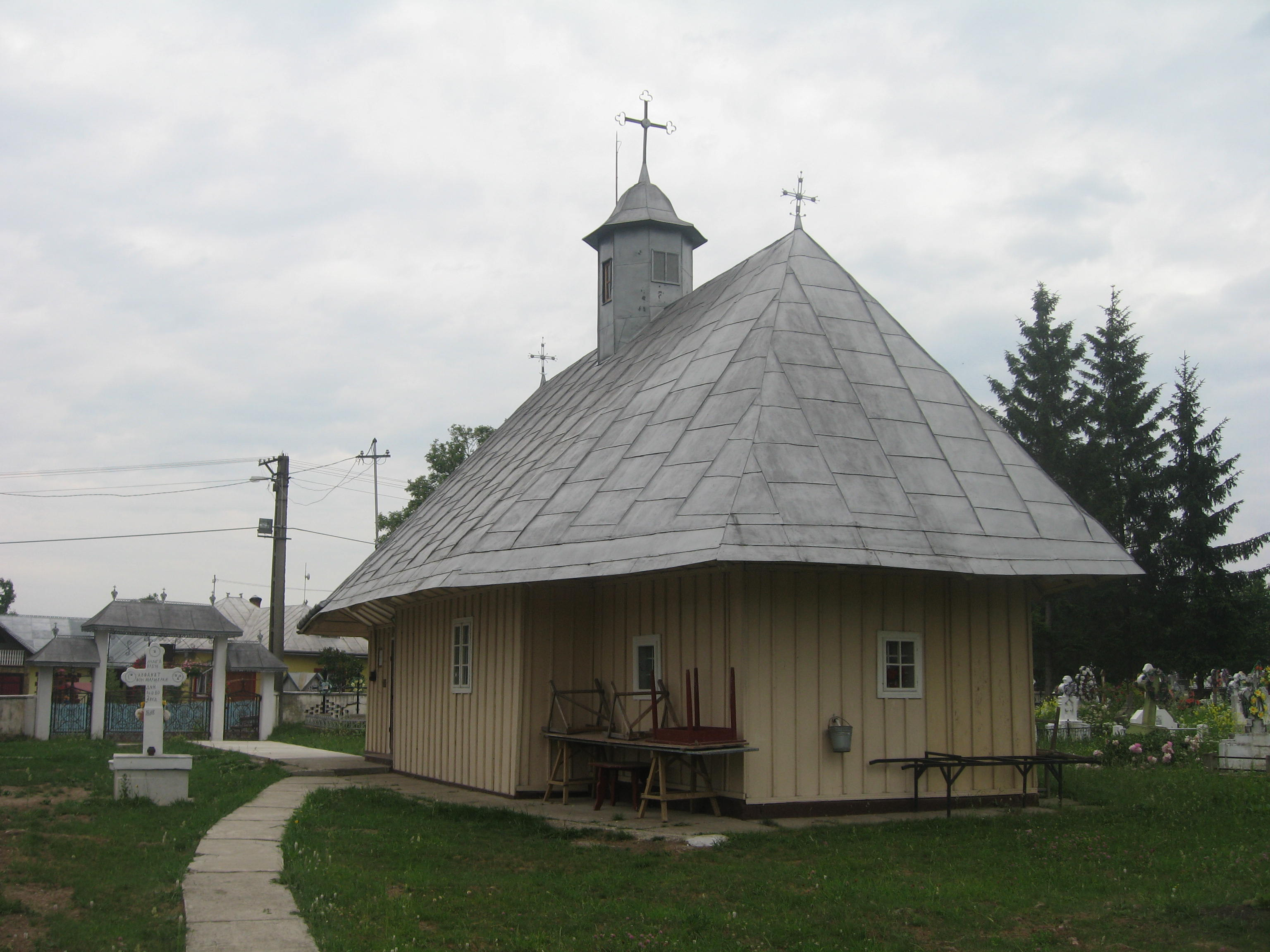
Biserica pe latura sud-estică
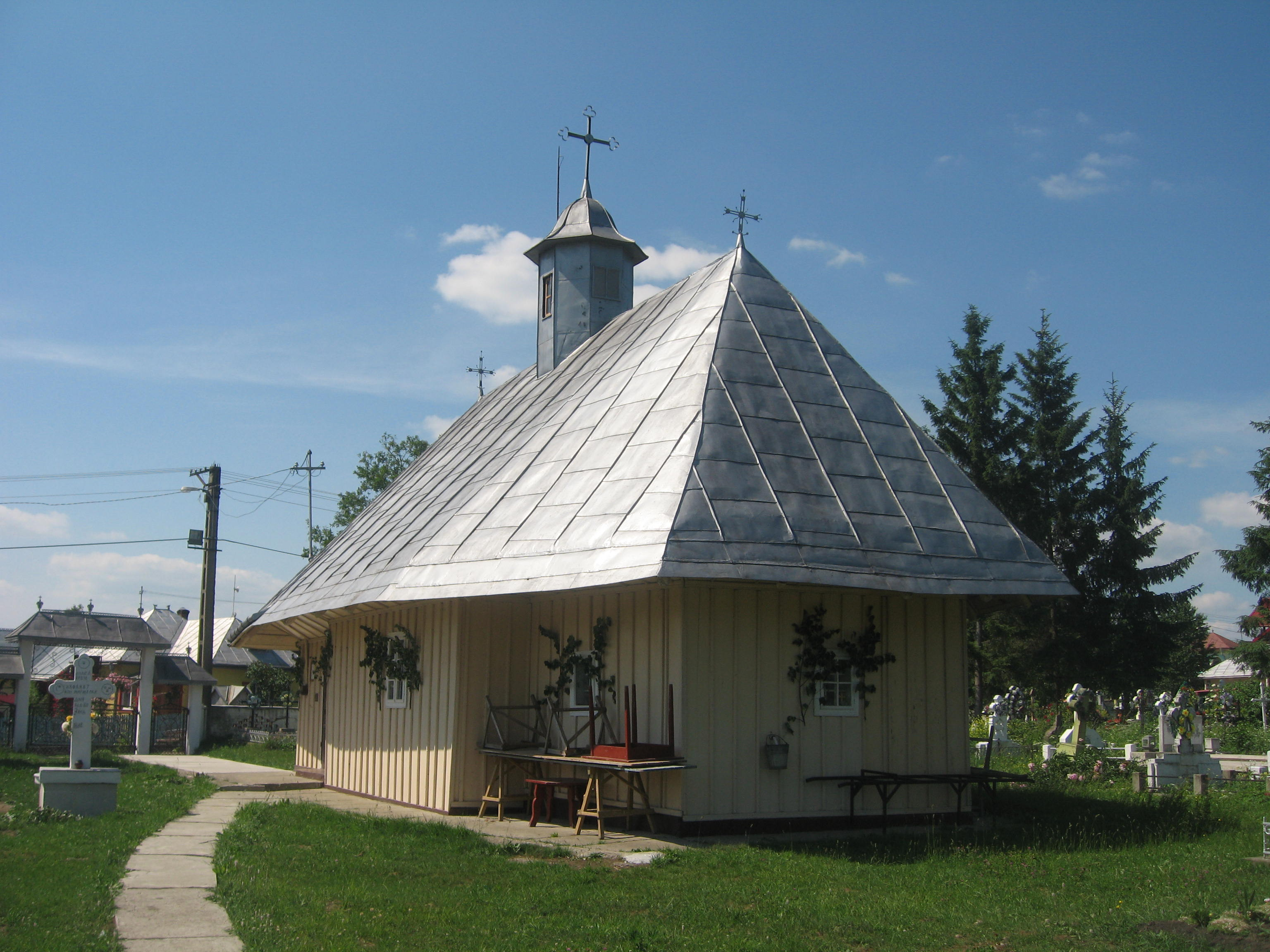
Biserica pe latura sud-estică
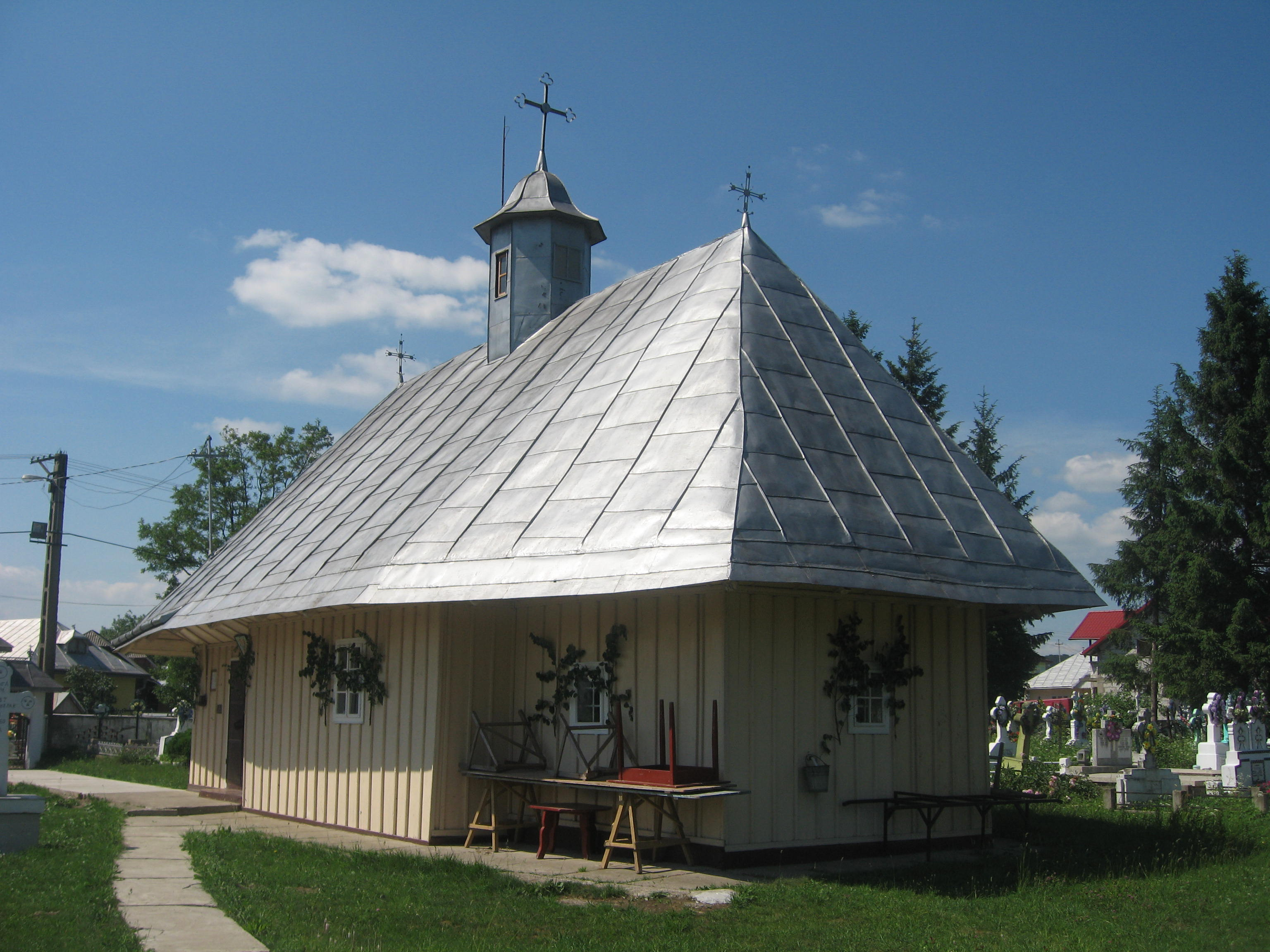
Biserica pe latura sud-estică
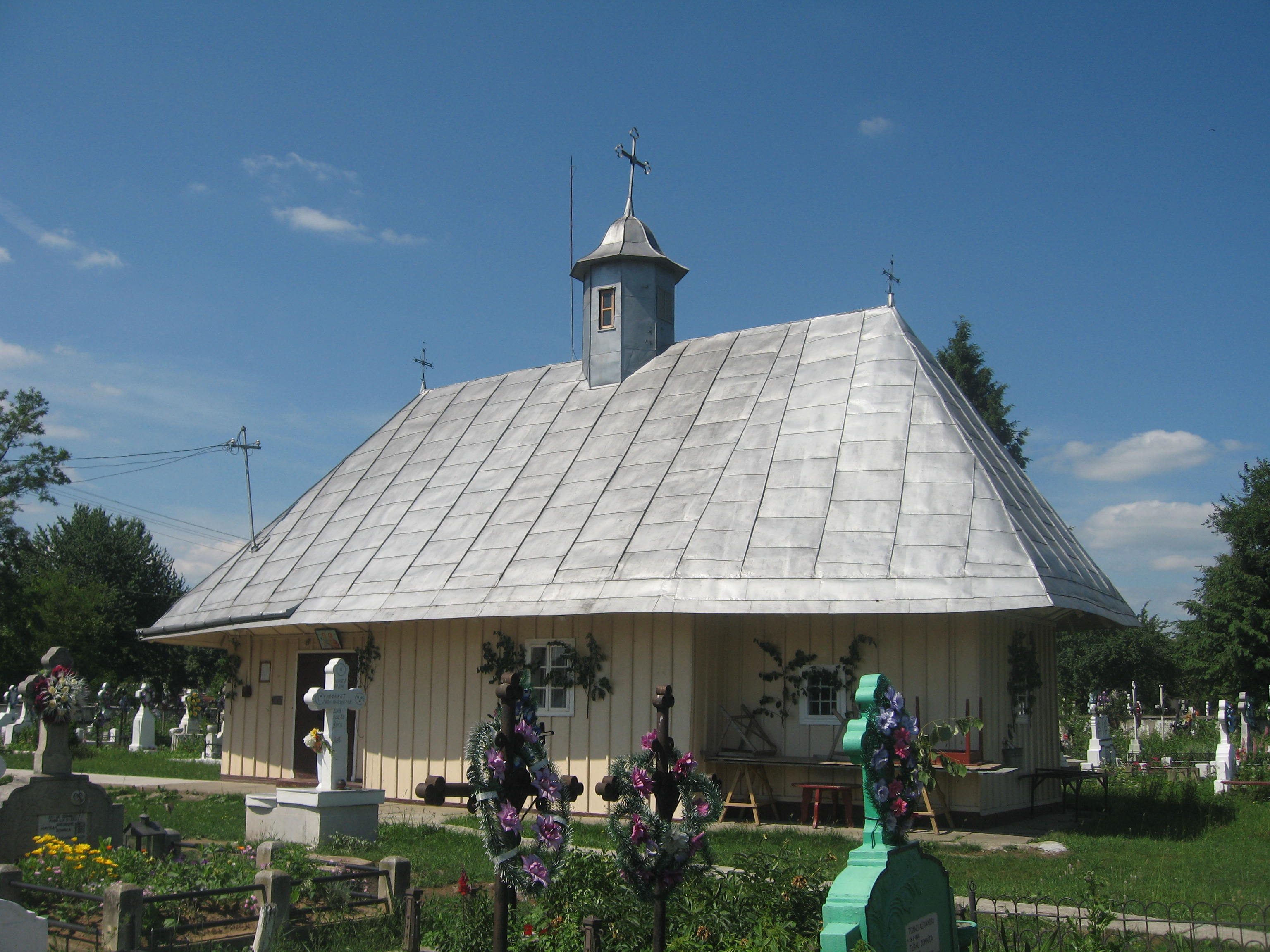
Biserica pe latura sud-estică
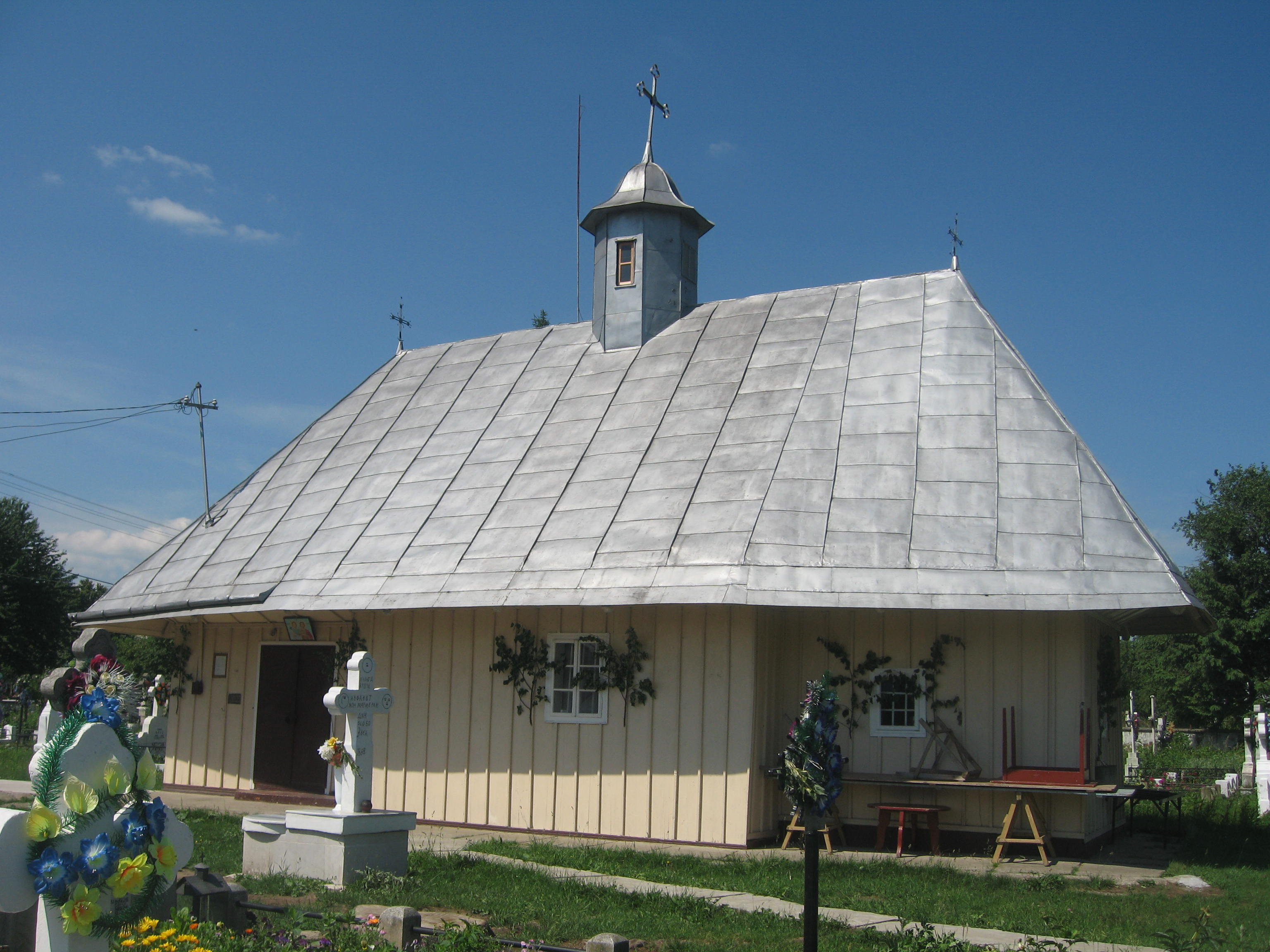
Biserica pe latura sudică
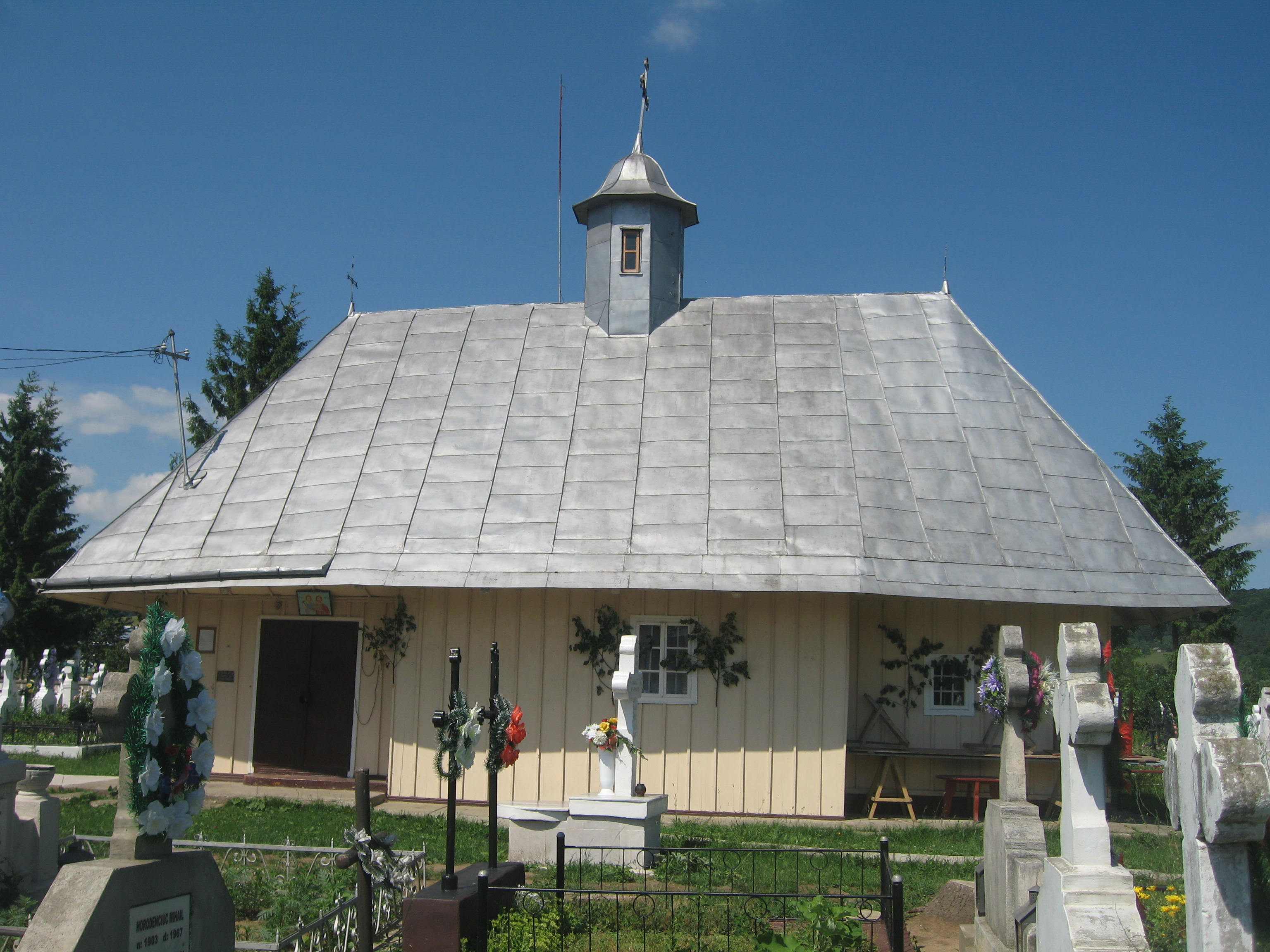
Biserica pe latura sudică
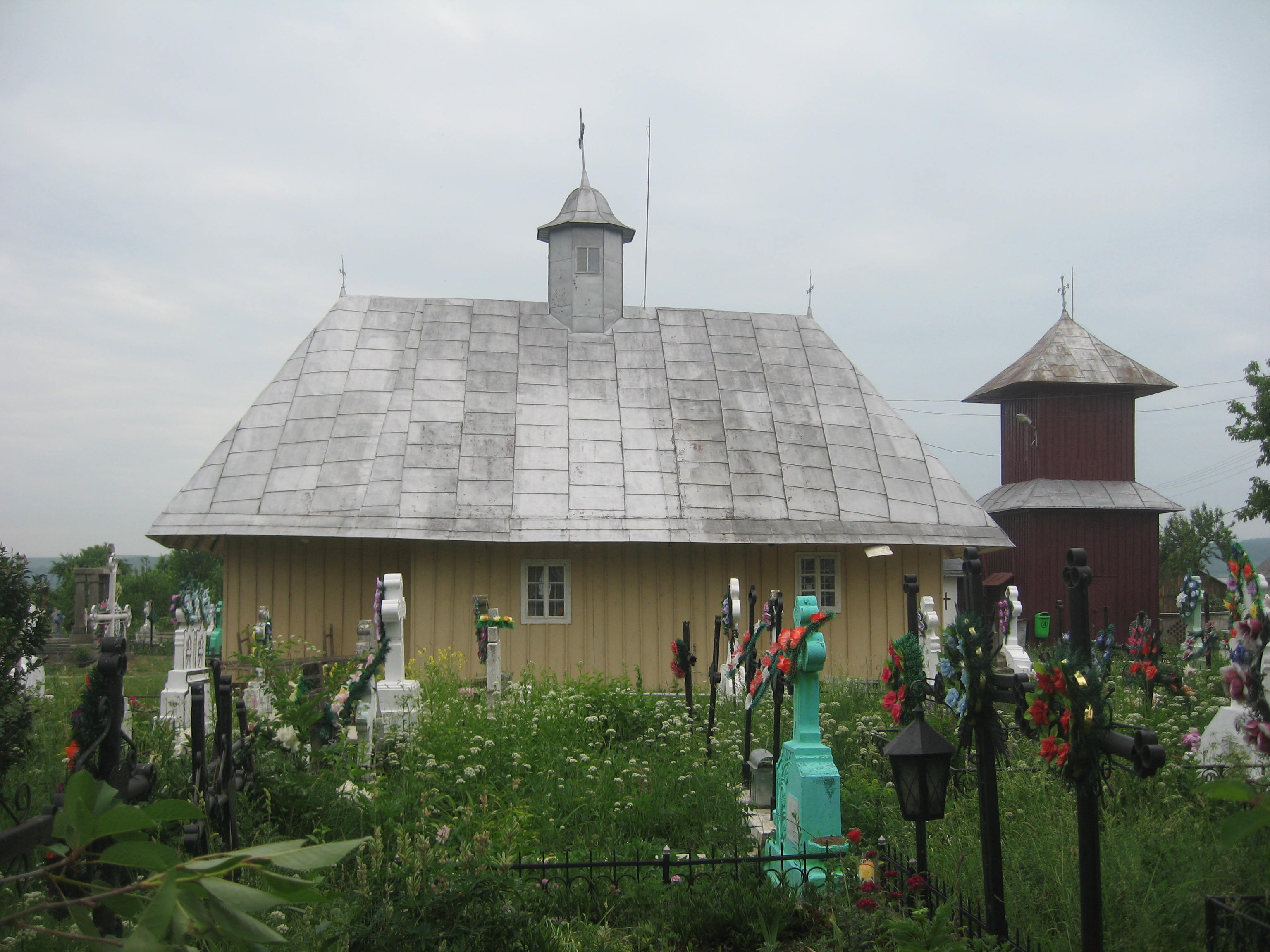
Biserica și turnul clopotniță
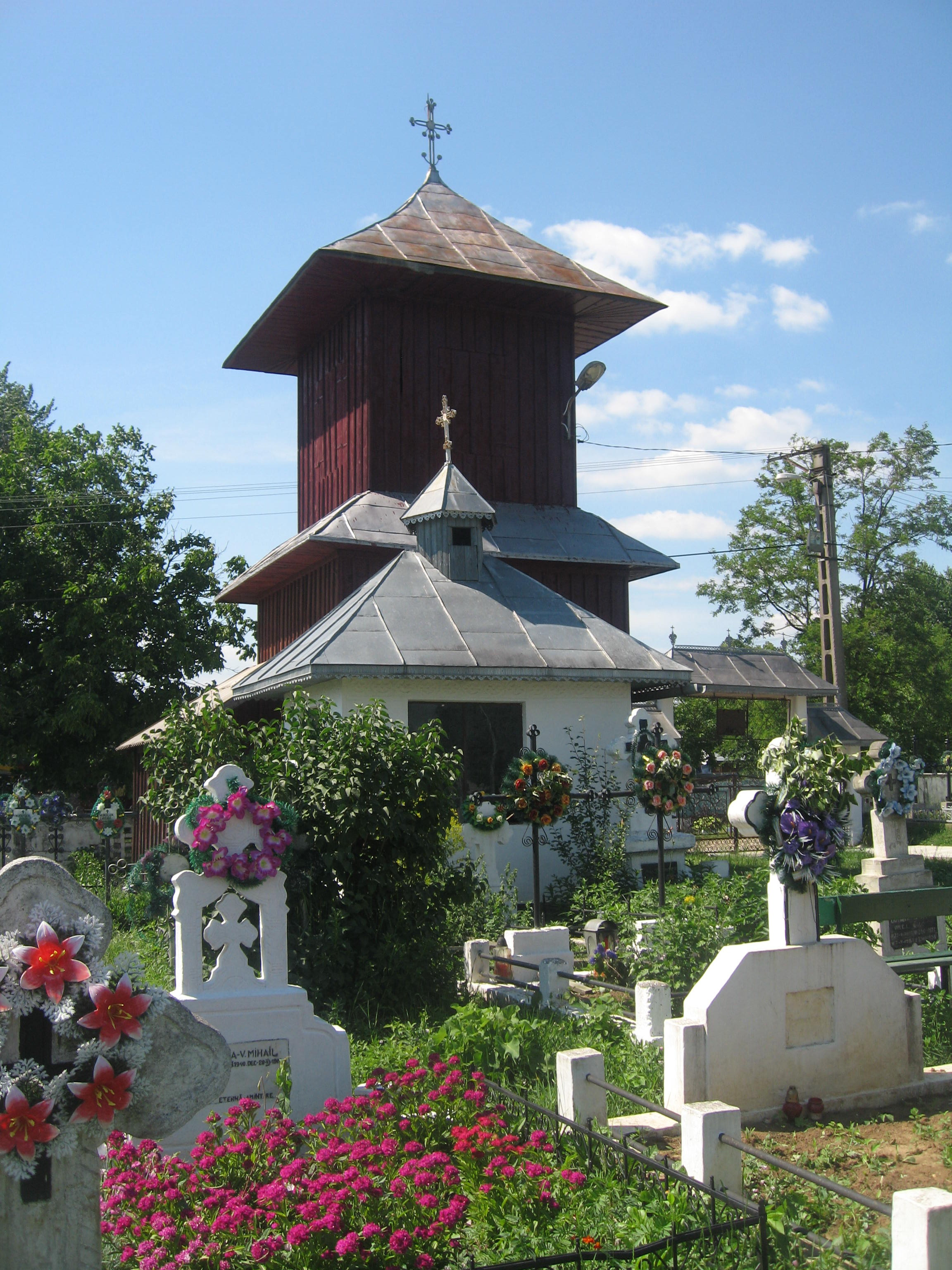
Turnul clopotniță
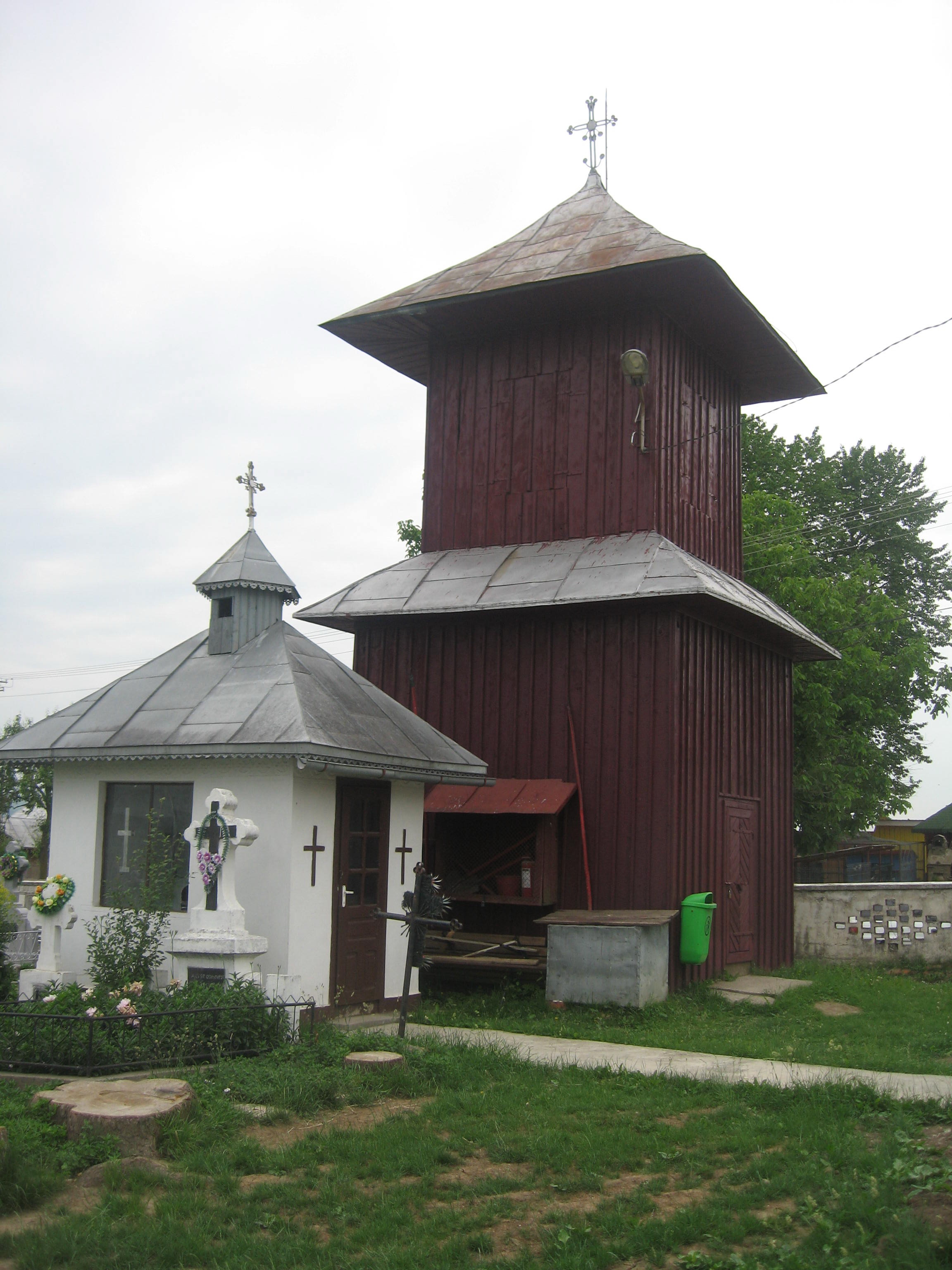
Turnul clopotniță
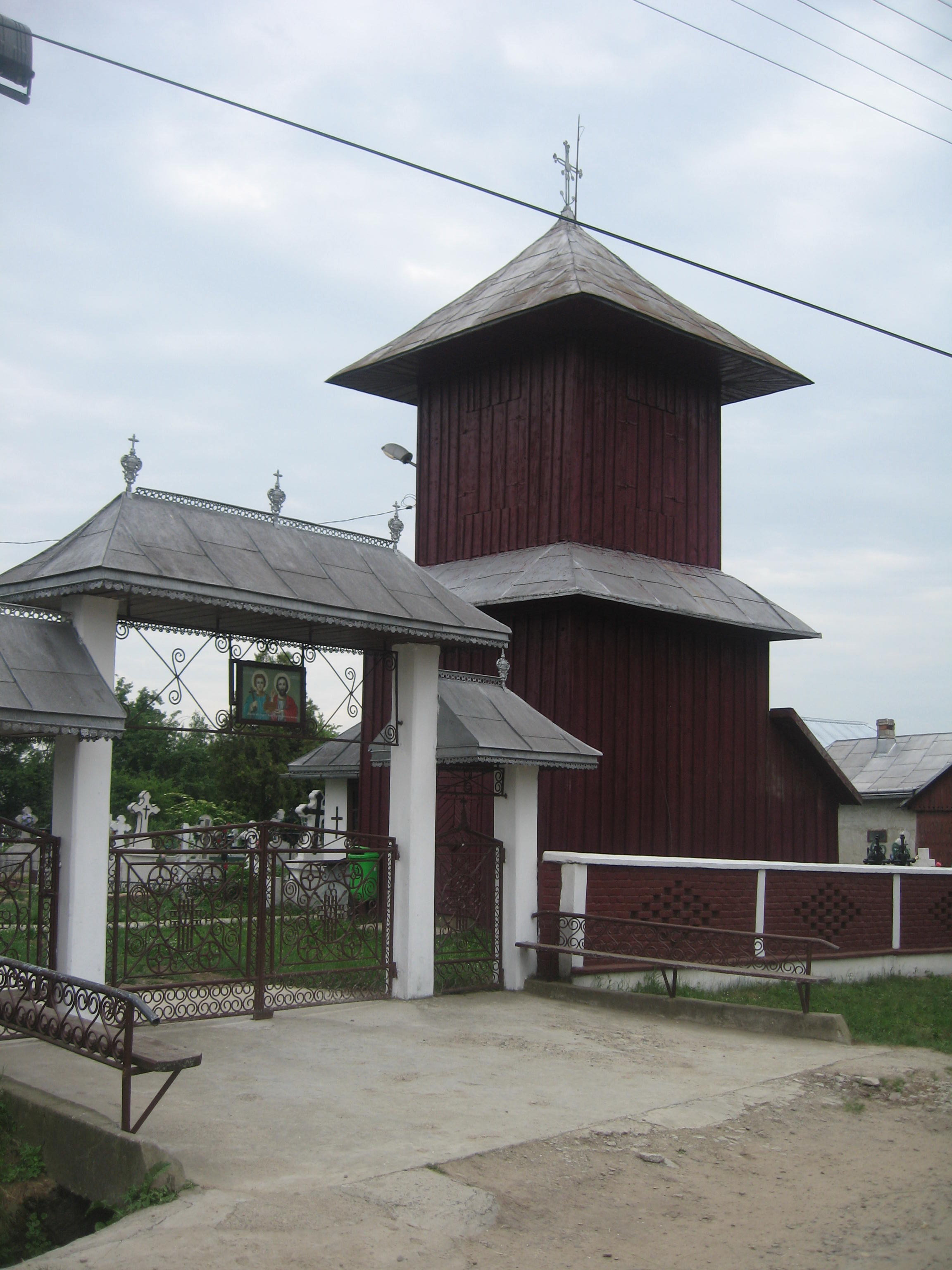
Turnul clopotniță și poarta de intrare în curtea bisericii
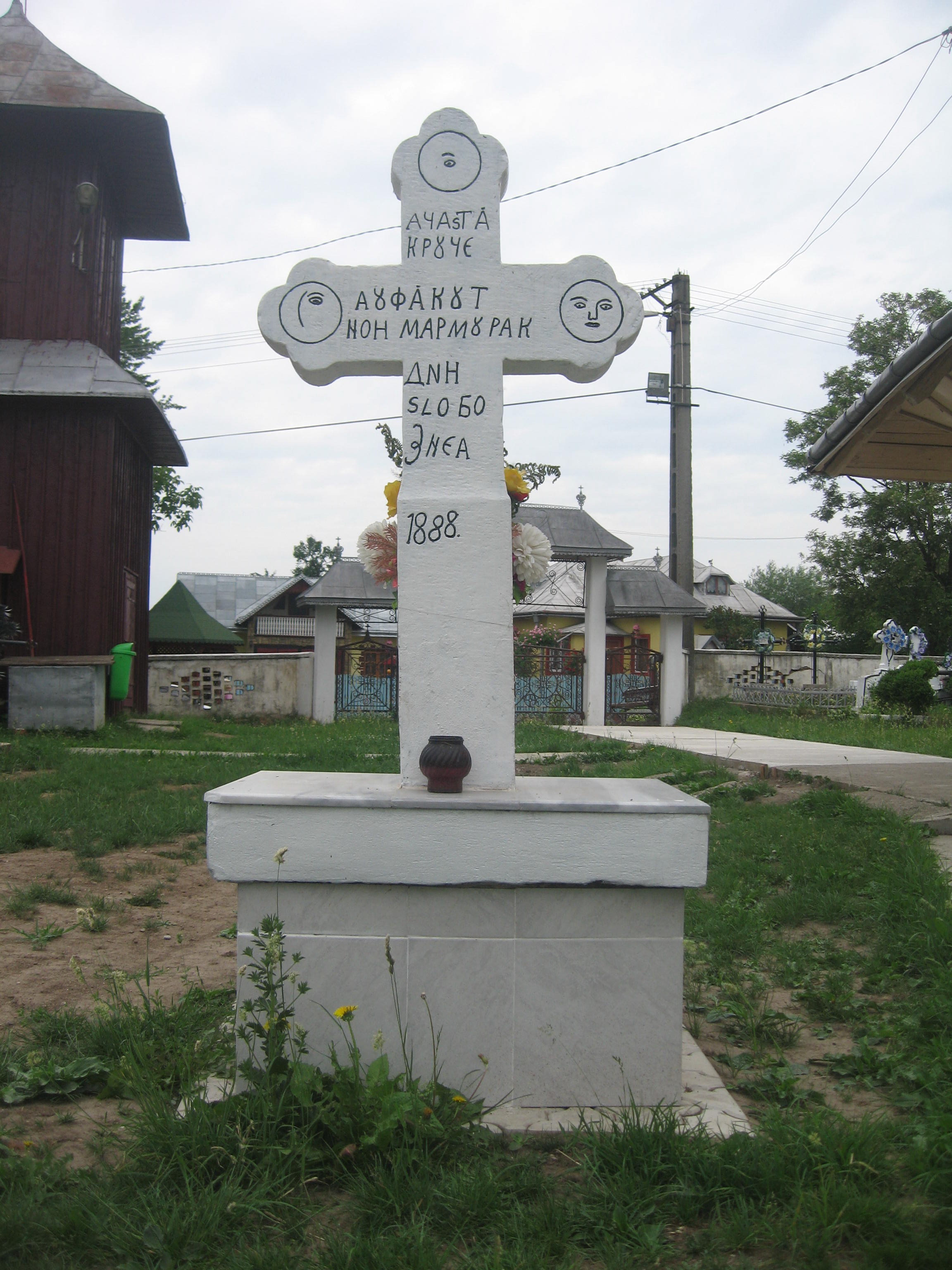
Cruce de piatră amplasată în curtea bisericii în anul 1888